# Erik Poulsen
Erik Poulsen (ur. 16 czerwca 1967 w Hvam Mejeriby) – duński dziennikarz i polityk, poseł do Parlamentu Europejskiego IX kadencji.

## Życiorys
Absolwent dziennikarstwa w Danmarks Journalisthøjskole. Zawodowo związany z dziennikarstwem, m.in. założył stację telewizyjną LandTV. Pracował również jako doradca do spraw komunikacji, współpracując z organizacjami rolniczymi. Później został doradcą politycznym w organizacji spółdzielczej Fjordland. Działacz liberalnej partii Venstre. W wyborach w 2019 kandydował do Europarlamentu, mandat posła do PE IX kadencji objął w listopadzie 2022. Dołączył do frakcji Odnówmy Europę.